# Estrategia (negocios)
Estrategia (del griego στρατηγία stratēgia, "el arte del líder la tropa; office of general, command, generalship") es un plan de alto nivel cuyo propósito es lograr uno o más objetivos en condiciones de incertidumbre. En el sentido del "arte del general", que incluyó varios subconjuntos de habilidades que incluyen "tácticas", poliorcética, logística, etc., el término comenzó a utilizarse en la terminología Romano de Oriente en el siglo VI d. C., y fue traducido a las lenguas vernáculas occidentales hasta el siglo XVIII. Desde entonces y hasta el siglo XX, la palabra "estrategia" vino a denotar "una manera integral para tratar de perseguir fines políticos, incluyendo la amenaza o el uso de la fuerza actual, en una dialéctica de voluntades" en un conflicto militar, en el que ambos adversarios interactúan.
La estrategia es importante porque generalmente los recursos disponibles para lograr estos objetivos son limitados. La estrategia normalmente, implica el establecimiento de metas, la determinación de las acciones para alcanzar los objetivos, y la movilización de los recursos para la ejecución de las acciones. Una estrategia describe cómo los objetivos (metas) serán alcanzados por los medios (recursos). La alta dirección de una organización es generalmente es quien tiene la tarea de formular la estrategia. La estrategia puede tener como objetivo o puede surgir como un patrón de actividades mientras que la organización se adapta a su entorno o compite. También implica actividades tales como la planificación estratégica y el pensamiento estratégico.
Henry Mintzberg de la Universidad McGill define la estrategia como "un patrón en una corriente de decisiones" para contrastar la perspectiva de la estrategia como una planificación, mientras que Max McKeown (2011) sostiene que "la estrategia se refiere a la configuración del futuro" y es el intento humano para llegar a los "fines deseables con los medios disponibles". El Dr. Vladimir Kvint define la estrategia como "un sistema de búsqueda, formulaciòn y desarrollo de una doctrina que asegurará el éxito a largo plazo si se sigue fielmente."

## Componentes de la estrategia
El profesor Richard P. Rumelt describió la estrategia como un tipo de resolución a los problemas en el 2011. Él escribió que la buena estrategia tiene una estructura fundamental a la que le llamó un kernel. El kernel tiene tres partes: 1) Un diagnóstico que define o explica la naturaleza del desafío; 2) Una política de orientación para hacer frente al desafío; y 3) Acciones coherentes diseñadas para llevar a cabo la política de orientación. El presidente Kennedy  ilustró estos tres elementos de la estrategia en su discurso a la nación, de la Crisis de los Misiles de Cuba, el 22 de octubre en 1962: 
1. Diagnóstico: "Este Gobierno, como había prometido, ha mantenido la vigilancia más cercana de la acumulación militar soviética en la isla de Cuba. Durante la semana pasada, evidencia inconfundible ha establecido el hecho de que una serie de sitios de misiles ofensivos están ahora en preparación en esa isla. el propósito de estas bases no puede ser otro más que el de ofrecer una capacidad de ataque nuclear contra el Hemisferio Occidental."
2. Política de orientación: "Nuestro objetivo inquebrantable, por lo tanto, debe ser evitar el uso de estos misiles en contra de este o cualquier otro país, y asegurar su retirada o evitar la eliminación del Hemisferio Occidental."
3. Plan de acción: El primero de los siete pasos numerados fue el siguiente: "Para poner fin a esta acumulación ofensiva se está iniciando una cuarentena estricta en todo el equipo de ofensiva militar en virtud de que su envío a Cuba está iniciando. Todos los buques de cualquier tipo con destino a Cuba de cualquier nación o puerto serán regresados, si se descubre que contienen cargamentos de armas ofensivas."[7]

Rumelt en el 2011 escribió que tres aspectos importantes de la estrategia incluyen "premeditación, la anticipación de la conducta de los demás, y el diseño intencional de acciones coordinadas." Él describió la estrategia como la solución de un problema de diseño, con las disyuntivas entre los diversos elementos que deben ser organizados, ajustados y coordinados, en lugar de un plan o de la elección.

## La formulación e implementación de la estrategia
La estrategia generalmente implica dos grandes procesos: la formulación y la implementación. La formulación implica analizar el entorno o situación, hacer un diagnóstico, y desarrollar las políticas que guían. Incluye actividades tales como la planificación estratégica y el pensamiento estratégico. La implementación se refiere a los planes de acción adoptadas para alcanzar los objetivos establecidos por la política que orientación.
Bruce Henderson escribió en 1981 "La estrategia depende de la capacidad de prever las consecuencias futuras de las iniciativas actuales." Escribió que los requisitos básicos para el desarrollo de estrategias incluyen, entre otros factores: 1) un amplio conocimiento sobre el medio ambiente, el mercado y los competidores; 2) la capacidad para examinar este conocimiento como un sistema dinámico interactivo; y 3) la imaginación y la lógica para elegir entre alternativas específicas. Henderson escribió que la estrategia era valiosa porque: "los recursos finitos, la incertidumbre acerca de la capacidad y las intenciones de un adversario; el compromiso irreversible de los recursos; la necesidad de coordinar la acción con el tiempo y la distancia, la incertidumbre sobre el control de la iniciativa, y la naturaleza de las mutuas percepciones de los adversarios de unos a otros."

## Teoría de administración
La estrategia empresarial moderna surgió como un campo de estudio y práctica en la década de 1960; antes de ese tiempo, las palabras "estrategia" y "competencia" rara vez aparecieron en la más prominente literatura de administración. Alfred Chandler escribió en 1962 "La estrategia es la determinación de los objetivos básicos a largo plazo de una empresa, y la adopción de cursos de acción y la asignación de los recursos necesarios para llevar a cabo estos objetivos." Michael Porter define la estrategia en 1980 como" ... una amplia fórmula de cómo un negocio va a competir, lo que a su objetivos deben ser, y qué políticas serán necesarias para llevar a cabo esos objetivos "y la" ... combinación de los fines (metas) para los que la empresa se esfuerza y los medios (políticas) por el cual se está tratando de llegar allí."
Henry Mintzberg describe cinco definiciones de la estrategia en 1998:
- La estrategia como plan - un curso dirigido de acción para lograr un conjunto de metas establecidas; similar al concepto de planificación estratégica;
- La estrategia como patrón - un patrón persistente de comportamiento en el pasado, con una estrategia realizada con tiempo en lugar de ser prevista o intencionada. Cuando el patrón se dio cuenta de que era diferente de la intención, se refirió a la estrategia como emergente;
- La estrategia como posición - la localización de marcas, productos o empresas dentro del mercado, con base en el marco conceptual de los consumidores u otras partes interesadas; una estrategia determinada principalmente por factores externos a la empresa;
- Estrategia como táctica- una maniobra específica con intención de burlar a un competidor; y
- La estrategia como perspectiva - la estrategia de ejecución basada en la "teoría de los negocios" o en la extensión natural de la mentalidad o perspectiva ideológica de la organización.[13]